# (3287) Olmstead
(3287) Olmstead es un asteroide perteneciente al grupo de los asteroides que cruzan la órbita de Marte descubierto por Schelte John Bus el 28 de febrero de 1981 desde el Observatorio de Siding Spring, cerca de Coonabarabran, Australia.

## Designación y nombre
Olmstead recibió al principio la designación de 1981 DK1.
Más adelante, en 1991, se nombró en honor de la astrónoma estadounidense C. Michelle Olmstead.

## Características orbitales
Olmstead está situado a una distancia media del Sol de 2,365 ua, pudiendo acercarse hasta 1,653 ua y alejarse hasta 3,078 ua. Su excentricidad es 0,3013 y la inclinación orbital 12,08 grados. Emplea en completar una órbita alrededor del Sol 1329 días.

## Características físicas
La magnitud absoluta de Olmstead es 14,1 y el periodo de rotación de 4,8 horas. Está asignado al tipo espectral L de la clasificación SMASSII.